# Якоб Хасан
Якоб Хасан (на испански: Jacob Hassan) е испански еврейски учен, филолог.

## Биография
Хасан е роден през 1936 г. в сефарадско еврейско семейство в Сеута. Якоб Хасан е бил член на еврейската общност в Мадрид, е научен сътрудник в Националния съвет за научни изследвания (ILC), и, наред с други неща, основател и организатор на т.нар испанската гимназия по сефарадски изследвания и ладински език, известен в Испания и в чужбина.
Умира на 13 август 2006 година в Мадрид.